# Pablo González Yagüe
Pablo González Yagüe, en rus: Па́вел Алексе́евич Рубцо́в, Pàvel Alekséievitx Rubtsov, (Moscou, 28 d'abril de 1982) és un periodista i politòleg basc, amb doble nacionalitat espanyola i russa. Algunes fonts afirmen que era un espia del GRU. Com a periodista va col·laborar amb el canal de televisió La Sexta i els diaris Gara i Público. Va estar gairebé 900 dies empresonat a Polònia acusat de ser espia rus.

## Trajectòria
L'avi de Pablo González era un nen de la guerra que va haver de fugir del País Basc per refugiar-se a la Unió de Repúbliques Socialistes Soviètiques durant la Guerra Civil espanyola. González va néixer a Rússia on viu el seu pare, i va venir d'infant a l'Estat espanyol on viu la seva mare.
Instal·lat a Polònia, des de la dècada del 2010 va cobrir l'actualitat informativa de Rússia i les antigues repúbliques soviètiques per a diversos mitjans de comunicació com La Sexta, Gara i Público. El 2022 estava cursant un doctorat a la Universitat del País Basc.

## Detenció i alliberament
El 6 de febrer del 2022, mentre informava sobre la situació al Donbàs, va ser detingut pels serveis secrets ucraïnesos acusat de prorús i informador del Kremlin. El CNI va investigar la seva família i ell va haver de tornar al País Basc on va estar esperant una trucada del CNI que mai no va arribar, segons el relat del seu advocat.
Més endavant va desplaçar-se a Polònia. El 28 de febrer del 2022, estava informant sobre l'èxode de refugiats ucraïnesos arran de la invasió russa d'Ucraïna del 2022 quan va ser detingut per la policia polonesa acusat de dur a terme accions contra els interessos nacionals. El seu advocat, Gonzalo Boye, va denunciar la inacció del govern espanyol després de les primeres 24 hores que va passar empresonat. Entitats com Reporters Sense Fronteres i diputats com Jon Iñarritu d'EH Bildu i Antón Gómez-Reino de Podem van denunciar que era un atac contra la llibertat de premsa. El 2 de març del 2022 el president del govern espanyol, Pedro Sánchez, va prometre protecció consular al periodista.
Polònia va emetre un comunicat el 4 de març i el va acusar d'espionatge, el va identificar com un agent del Departament Central d'Intel·ligència de l'estat major de les forces armades de Rússia i li va decretar presó preventiva de tres mesos. Un any després de la seva detenció seguia pràcticament del tot incomunicat i en règim d'aïllament en un centre penitenciari de Polònia sense haver passat a disposició judicial. No hi ha precedents d'un periodista europeu empresonat tant de temps de manera preventiva en un altre país de la Unió Europea sense proves que ho justifiquin, i Amnistia Internacional ha denunciat la situació d'aïllament de Pablo González i ha reclamat a Polònia que respecti el dret del periodista basc a «un procés just, a tenir accés a un advocat de la seva elecció i a poder comunicar-se amb la seva família».
L'1 d'agost de 2024 es va produir l'alliberament de González Yagüe. L'alliberament va ser a l'aeroport d'Ankara (Turquia) després de gairebé 900 dies empresonat i com a conseqüència d'un acord entre Rússia i altres països europeus en un intercanvi de presoners acusats d'espionatge, inclosos ciutadans estatunidencs detinguts a Rússia. Posteriorment va ser traslladat a Rússia i rebut a l'Aeroport Internacional de Moscou-Vnúkovo, amb altres presos, pel president rus, Vladímir Putin. En la seva primera intervenció pública en una entrevista a la televisió russa, González va negar ser espia rus. Reporters Sense Fronteres que havia fet campanya pel seu alliberament deixà de considerar-lo periodista i publicà un comunicat en el qual afirmava que hi havia prou evidències per considerar que Pablo González era un espia rus.